# 藤島ジュリー景子
藤島 ジュリー景子（ふじしま ジュリーけいこ、1966年〈昭和41年〉7月20日 - ）は、日本の実業家、芸能プロモーター、元女優。芸能事務所・ジャニーズ事務所（現・SMILE-UP.）元社長（2代目）であり代表取締役。関連会社「ジェイ・ストーム（現・ストームレーベルズ）」、｢エム・シィオー」、「ユニゾン」、「東京・新・グローブ座」の元代表取締役会長。

## 経歴

### 生い立ち
東京都出身。東京新聞社記者の藤島泰輔と内縁関係にあり、バーを経営していたメリー喜多川の長女として生まれる。当時父の泰輔には俳人・高浜虚子の孫娘で、俳人・高浜年尾の三女の朋子という妻がいた。
1973年、6歳でフジシマ ジュリーの名でフォーリーブス主演のミュージカル『見上げてごらん夜の星を』にて、芸能界デビュー。ジャニーズ事務所に所属し、『おはよう!こどもショー』、『小さなスーパーマン ガンバロン』、『HOT-TV』などに出演した。1979年には『3年B組金八先生』第1シリーズに出演し、越智はるみ役を務め、同じジャニーズ事務所の田原俊彦や近藤真彦らと共演した。数年は女優業を続けていたが、だんだんと表舞台からは姿を消していった。
上智大学外国語学部比較文化学科（現・国際教養学部）在学中にスイスに留学した。同大学後、フジテレビに入社し、秘書室勤務を経る。

### 旧ジャニーズ事務所の社員・役員として
1993年にジャニーズ事務所に社員として転職し、「藤島ジュリー」や「ジュリー・ケイ」の名でスタイリストになる。マネージャーや通訳等の業務を担当した後、1998年3月に取締役に就任した。
それと前後して、1997年に初の自社レコードレーベル「ジャニーズ・エンタテイメント」の初代社長を経て、2001年に新レコードレーベル「ジェイ・ストーム（現・ストームレーベルズ）」の代表取締役社長へと就任する。
その後、ジュリーは2003年5月に代表取締役に就任するが、母メリーとの関係が悪化し、2008年12月に代表取締役を辞任した（取締役の役職は継続）。これ以降、ジェイ・ストームの事務所で自分の管轄していたタレントの仕事をするようになる。一時期、ジャニーやメリーと疎遠になった。
2014年3月に代表取締役に再度就任したが、メリーらとの関係は好転することなく、ジャニーズ事務所本社には出勤せず、ジェイ・ストームの事務所に出勤し勤務していた。

### ジャニー喜多川死去により社長就任
2019年7月9日にジャニーが死去したため、ジュリーは、同年9月27日付で第2代ジャニーズ事務所代表取締役社長に就任した。ジャニーの死後、代表取締役会長兼名誉会長のメリーが急激に衰え、入院するなど引退状態になったことから、ジュリーがジャニーズ事務所の経営を実質的に担当した。
2021年のメリーの死去後、ジュリーがジャニーズ事務所の100％株主となった。
2023年1月1日付けでグループ企業4社（「ジャニーズ出版」「ヤング・コミュニケーション」「ジェイ・ストーム」「エム・シィオー」）の代表取締役社長から代表取締役会長に昇任。

### ジャニー喜多川性加害問題により社長退任
2023年5月14日、ジャニーズ事務所社長として、ジャニー喜多川性加害問題について謝罪する動画を公開した。ジュリーが自ら正式に表舞台に出るのは、女優業から引退後では初めてのことである。ジャニーの性加害については「知らなかったでは決してすまされない話だと思っておりますが、知りませんでした」と謝罪動画で説明している。
同年8月29日、自ら設置した「再発防止特別チーム」よりジャニーズ事務所における同族経営の弊害が指摘され、ジャニーズ事務所代表取締役からの辞任を求められた。その際の報告書にて、ジャニーズ事務所の株式の全てを保有していると記載された。
同年9月7日、9月5日付でジャニーズ事務所社長を引責辞任したことを記者会見で発表した。後任は東山紀之が務めている。ジュリーは当面の間、代表取締役には留まり、当面100%株主でもあり続けるが、被害者補償以外の業務には関わらないとした。
2024年9月9日、会長として留まっていたグループ4社すべての代表取締役を前月までに辞任し、会長職から退いていたことが報じられた。

## 人物
同い年で10代から藤島を知る元ジュニアの平本淳也は「ジュリーさんは昨今はプロデュースもしているが、もともとは制作畑でスタイリストとして少年隊や光GENJIの衣装を手掛けたりしていた。ジュニアの育成に携わることもなければ、現場に行って所属タレントと顔を合わせることもない。タレントが求めても会う時間をとらないようなタイプ」と述べている。
ジュリーがジャニー喜多川の性加害について、謝罪動画などで性加害については「知らなかった」と説明したことを受けて、近藤真彦は「知ってた、知らないかではなく、知っているでしょ」と発言している。
父・泰輔と同じく日本中央競馬会（JRA）の馬主資格を取得し、競走馬の「エドノタイクーン」、「ベストオブジュリー」、「ジュリースター」、「ビーマイロミオ」（2,800万円で購入）、「ゴートゥザトップ」、「マイハピネス」などを所有した。一部の馬は父親の死後に所有権を引き継いだものである。
また、泰輔の著作に関しても著作権継承者となっている。

## 家族・親族
藤島家
- 曽祖父・範平[12]（1871年 - 1947年） - 三重県三重郡菰野村出身[13]。造船学を専門とする工学博士で帝国海事協会理事長、横浜船渠社長などを務めた[12][13]。
- 祖父・敏男[14]（1896年 - 1976年、日本銀行監事[14]、鉄道会館監査役[15]） - 記録に残る最古の谷川岳登頂者の1人[16]。住所は東京都新宿区諏訪町[14]、東京都港区麻布北日ヶ窪[15]。
- 祖母・孝子（1909年 - ?、横浜高等工業学校教授、日本鋼管顧問などを務めた川原五郎の長女）[2]
- 父・泰輔[14]（1933年 - 1997年、作家・評論家） - 住所は東京都港区六本木。
- 母・メリー喜多川（1927年 - 2021年、ジャニーズ事務所副社長→会長→名誉会長）
- 元夫との間に一女がいる。

親戚
- 叔父・ジャニー喜多川（1931年 - 2019年、ジャニーズ事務所創業者（初代社長））

## 出演

### バラエティ
- おはよう!こどもショー（1977年 - 1978年、日本テレビ）
  - 古谷三敏（漫画家）とともに、「ダメおやじの何でも相談」のコーナーに出演した。
- HOT-TV（1980年4月6日 - 、フジテレビ）
  - 鈴木ヒロミツと共に司会を務めた生放送の音楽バラエティ番組。「勝ち抜きバンド合戦」などのコーナーがあった。当初の放送枠は毎週日曜・10:00 - 11:00だったが、途中から毎週日曜・14:00 - 14:30に縮小された。

### テレビドラマ
- 小さなスーパーマン ガンバロン（1977年4月24日、日本テレビ）
  - 第4話に街頭インタビュアーの少女役でゲスト出演
- 3年B組金八先生（第1シリーズ）（1979年10月26日 - 1980年3月28日、TBS）
  - 越智はるみ役。 第8話「子供の喧嘩に親が」でメイン。
- 3年B組金八先生（第2シリーズ）（1980年12月26日、TBS） 
  - 越智はるみ役。第13話「同窓会・贈る言葉」にゲスト出演。
- 木曜ゴールデンドラマ「名犬ゴローの愛」（1981年7月30日、読売テレビ）
- 3年B組金八先生スペシャル（1）（1982年10月8日、TBS） 
  - 越智はるみ役

### ミュージカル
- 見上げてごらん夜の星を（1973年6月17日 - 8月、フォーリーブス結成7周年記念ミュージカル）
- おはよう! こどもショー・ポケットミュージカル（JJSとの共演作）

## ディスコグラフィ
- 見上げてごらん夜の星を（1973年7月21日）フォーリーブスのアルバム。共演：南沙織、スーパーエイジス

## 映画製作

### 製作
- ソウル（2002年）
- ピカ☆ンチ LIFE IS HARDだけどHAPPY（2002年）
- 青の炎（2003年）
- 木更津キャッツアイ 日本シリーズ（2003年）
- ピカ☆☆ンチ LIFE IS HARDだからHAPPY（2004年）
- ファンタスティポ（2005年）
- フライ,ダディ,フライ（2005年）
- 花よりもなほ（2006年）
- 木更津キャッツアイ ワールドシリーズ（2006年）
- 僕は妹に恋をする（2007年）
- 陰日向に咲く（2008年）
- 隠し砦の三悪人 THE LAST PRINCESS（2008年） - 製作統括
- BANDAGE バンデイジ（2010年）
- SP THE MOTION PICTURE 野望篇（2010年）
- GANTZ（2011年）
- あしたのジョー（2011年）
- SP THE MOTION PICTURE 革命篇（2011年）
- GANTZ PERFECT ANSWER（2011年）
- 映画 怪物くん（2011年） - 製作指揮
- 源氏物語 千年の謎（2011年）
- 僕等がいた 前篇・後篇（2012年）
- エイトレンジャー（2012年） - 製作指揮
- 脳男（2013年）
- プラチナデータ（2013年）
- だいじょうぶ3組（2013年）
- 映画 謎解きはディナーのあとで（2013年）
- 陽だまりの彼女（2013年）
- 土竜の唄 潜入捜査官REIJI（2014年）
- 神様のカルテ2（2014年） - 共同製作
- MIRACLE デビクロくんの恋と魔法（2014年）
- ジョーカー・ゲーム（2015年）
- 味園ユニバース（2015年）
- 暗殺教室（2015年）
- グラスホッパー（2015年）
- ピンクとグレー（2016年）
- 暗殺教室〜卒業編〜（2016年）
- ヒメアノ〜ル（2016年）
- TOO YOUNG TO DIE! 若くして死ぬ（2016年）
- 海賊とよばれた男（2016年）
- 土竜の唄 香港狂騒曲（2016年）
- 美しい星（2017年）
- ピーチガール（2017年）
- PとJK（2017年）
- 心が叫びたがってるんだ。（2017年）
- こどもつかい（2017年）
- 忍びの国（2017年）
- ナミヤ雑貨店の奇蹟（2017年）
- 関ヶ原（2017年）
- ナラタージュ（2017年）
- ラストレシピ〜麒麟の舌の記憶〜（2017年）
- 泥棒役者（2017年）
- 鋼の錬金術師（2017年）
- 未成年だけどコドモじゃない（2017年）
- 羊の木（2018年）
- 坂道のアポロン（2018年）
- ラプラスの魔女（2018年）
- コード・ブルー -ドクターヘリ緊急救命-（2018年）
- 検察側の罪人（2018年）- 共同製作
- マスカレードホテル（2019年）
- トラさん〜僕が猫になったワケ〜（2019年）
- うちの執事が言うことには（2019年）
- ザ・ファブル（2019年）
- かぐや様は告らせたい〜天才たちの恋愛頭脳戦〜（2019年）
- 弱虫ペダル（2020年）
- 事故物件 〜恐い間取り〜（2020年）
- 浅田家!（2020年）- 共同製作
- 461個のおべんとう（2020年）
- 燃えよ剣（2021年）- 共同製作
- ザ・ファブル 殺さない殺し屋（2021年）

### 製作総指揮
- ホールドアップダウン（2005年）
- ヘブンズ・ドア（2009年）
- おと・な・り（2009年）
- 映画 妖怪人間ベム（2012年）
- エイトレンジャー2（2014年）
- ARASHI Anniversary Tour 5×20 FILM “Record of Memories”（2021年）

### エグゼクティブプロデューサー
- COSMIC RESCUE（2003年）
- ハチミツとクローバー（2006年）
- 親指さがし（2006年）
- 黄色い涙（2007年）
- しゃべれども しゃべれども（2007年）
- ヘブンズ・ドア（2009年）
- 俺俺（2013年）
- 忍びの国（2017年）

### プロデューサー
- ふ・し・ぎ・なBABY（1988年）
- …これから物語 〜少年たちのブルース〜（1988年）

### 企画
- 少年武道館（1988年）

## 書籍
- ラストインタビュー 藤島ジュリー景子との47時間（2025年7月18日、早見和真・著、新潮社） - ISBN 978-4-10-336154-1[17]